# Creu de terme de la Fuliola
La Creu de terme de la Fuliola és una obra de la Fuliola (Urgell) inclosa a l'Inventari del Patrimoni Arquitectònic de Catalunya.

## Descripció
És un exemple clarificador del model anomenat "creus carxofades", les que presentes la terminació dels seus braços en un pom foliat o una carxofa. Es tracta d'una creu de pedra composta per una base amb tres graons quadrangulars que sostenen un fust hexagonal, amb una característica innovadora: la presència d'un escut adossat a la part central del fust, el significat del qual es desconeix. El dibuix que representa és un arbre.

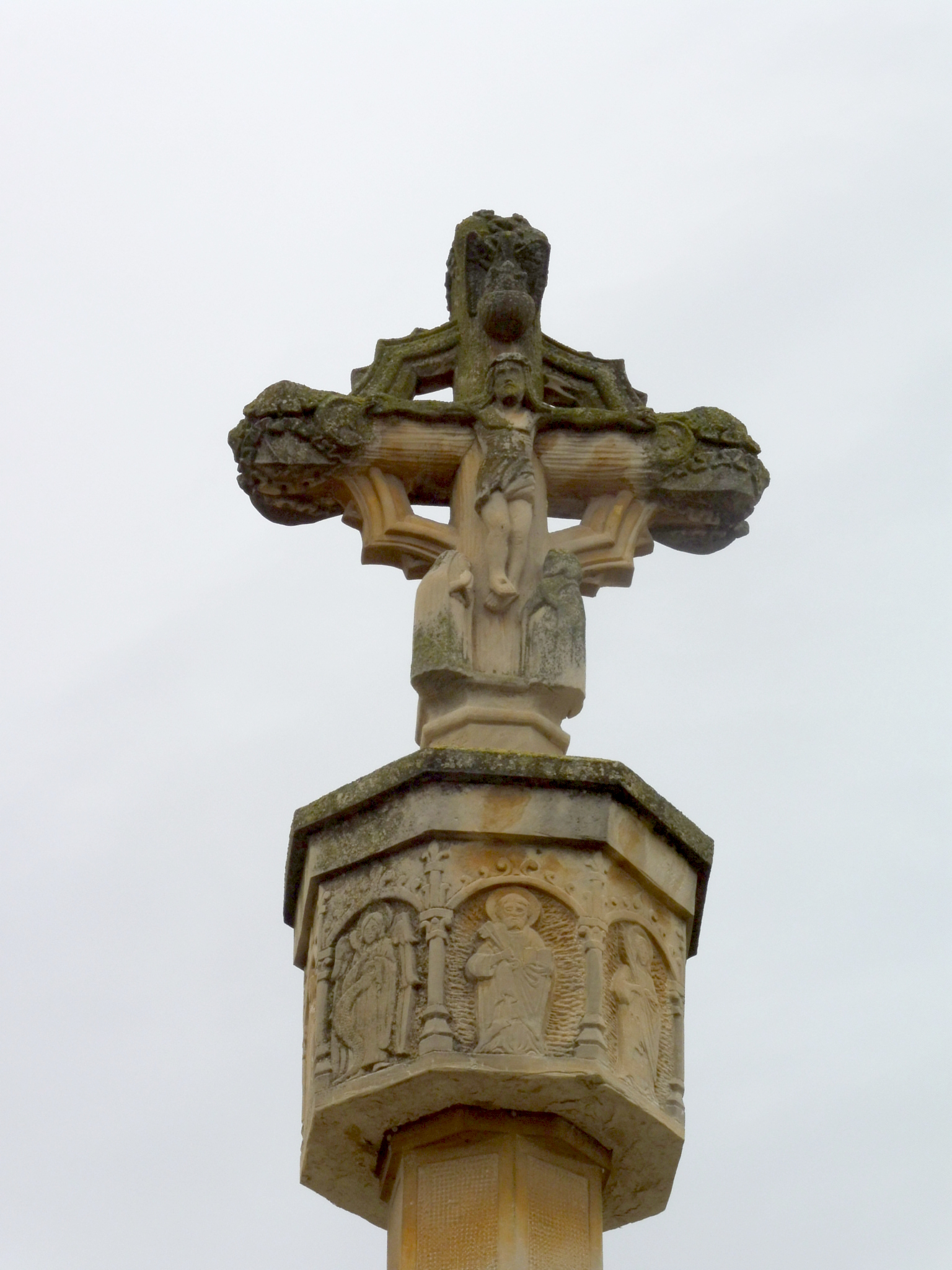
Anvers amb la figura del Crucificat

El nus o capitell és octogonal i a cada una de les vuit cares presenta, dins una fornícula amb arc de mig punt, vuit sants, tots ells relacionats amb les tradicions de la vila. Santa Llúcia, Santa Anna, Sant Esteve, Sant Sebastià, Sant Jaume Apòstol i Sant Armengol. Aquests sants no corresponen als trobats a la creu original. Se sap, per fonts documentals, que hi havia un Sant Pere i un Sant Miquel.
Pel que fa a la creu, s'observa que en els extrems del braç horitzontal adopta una forma "carxofada" coberta amb sanefes decorades amb fulles ondulants. A l'anvers hi ha la figura de Crist Crucificat al centre, flanquejat a banda i banda per dues testes dins medallons que representen els dos malfactors crucificats; a la part superior la figura del pelicà i a la part dels peus es distingeixen dues figures exemptes, abillades amb llargues túniques i en posició orant, identificades com la Verge Maria i Sant Joan Baptista. El revers l'ocupa la figura de la Mare de Déu sense el Nen, inserida en un dosseret de factura gòtica i envoltada per tres medallons on es troben tallades les lletres "A" en l'extrem superior del braç vertical, "E" en els extrems dret i esquerre del braç horitzontal i "MA" als peus de Maria. Fan referència al cant de l'Ave Maria del poble de Fuliola.

## Història
Aquesta creu és una reconstrucció de l'anterior, datada entre els anys 1713 i 1798, que caigué a principis del segle XX a causa d'una ventada (1936). Gràcies a les restes conservades (part superior del braç vertical, per exemple), es pogué fer la reconstrucció l'any 1992.